# 西日本放送ラジオ
西日本放送ラジオ（にしにっぽんほうそうラジオ）は、西日本放送（RNC）が運営するAMラジオ放送部門。通称はRNCラジオ。
西日本放送の放送のうちテレビは香川・岡山両県を放送対象地域とする準広域局であるが、ラジオは名目上は香川県のみを放送対象地域とする県域局である。
西日本放送の会社情報については西日本放送を、テレビについては西日本放送テレビをそれぞれ参照。

## 概要
ネットワークはJRNとNRNのクロスネット。現在の2大ネットワーク確立当初から1997年（平成9年）3月までは、NRNの単独加盟で、報道番組についても対岸を挟んだ岡山県のRSKラジオとのすみ分けでNRNのニュース番組の取材を香川・岡山の両県担当していた。JRNとのクロスネットになってからは、JRN・NRNとも香川県のみの取材対象となった。
ラジオのコールサインはJOKF（高松）。1953年（昭和28年）10月1日開局。5:00起点の24時間放送で、毎週月曜未明（日曜深夜） 0:15 - 5:00は放送休止。
ラジオニュースの名称は、提携先から取って『四国新聞ニュース』（なお、長い間テレビ・ラジオ共に『朝日新聞ニュース』や『毎日新聞ニュース』も放送していた。現在では一部時間帯で『読売新聞ニュース』を放送）。四国地方の民放AM局では、唯一全国紙のクレジットを付けたニュース番組を放送している。
2017年（平成29年）10月10日から同年10月31日までは、全国のAM局で唯一のradiko非参加局であった（KBS京都の滋賀県向けKBS滋賀、および長崎放送の佐賀県向けNBCラジオ佐賀は除く）が、同年11月1日よりradikoでの配信を開始した。これにより（各ラジオ局支局で独自放送を行う局以外の）全民放AM局がradikoに参加することになった。radikoにおける放送局名は「RNC西日本放送」で、放送局記号は「RNC」。
2024年（令和6年）4月1日より平日午後（13時台 - 15時台）は自社制作番組から文化放送制作番組に切り替えた。同時期には高知放送でも行われたほか前年には長崎放送でもTBSラジオ制作番組に切り替えるなど在京AM局のワイド番組をネットする編成は西日本の地方局で広がりつつある。
主な受賞歴に『街の小さな文学賞 特別版 ～ラジオストーリープロジェクト～』で2022年（令和4年）日本民間放送連盟賞ラジオエンターテイメント部門最優秀賞を受賞した。同局の番組が全国規模のコンクールで最優秀賞を受賞するのは初めてだった。
イメージソングは森田公一の『季節のハーモニー』。

## 周波数
AMは全局精密同一周波数、完全同期放送実施。
| AM放送 | AM放送  | AM放送     | AM放送                                                                        | AM放送            |
| 親局   | 周波数  | 空中線電力 | 所在地                                                                        | コールサイン      |
| ------ | ------- | ---------- | ----------------------------------------------------------------------------- | ----------------- |
| 高松   | 1449kHz | 5kW        | 北緯34度19分15.05秒 東経134度4分21.77秒 / 北緯34.3208472度 東経134.0727139度  | JOKF              |
| 中継局 | 周波数  | 空中線電力 | 所在地                                                                        | コールサイン      |
| 丸亀   | 1449kHz | 1kW        | 北緯34度15分53.7秒 東経133度49分46秒 / 北緯34.264917度 東経133.82944度        |                   |
| 観音寺 | 1449kHz | 100W       | 北緯34度6分40秒 東経133度39分0.3秒 / 北緯34.11111度 東経133.650083度          |                   |
| 白鳥   | 1449kHz | 100W       | 北緯34度14分17.16秒 東経134度21分56.66秒 / 北緯34.2381000度 東経134.3657389度 |                   |
| FM放送 |         |            |                                                                               |                   |
| 中継局 | 周波数  | 空中線電力 | 所在地                                                                        | 備考              |
| 高松   | 90.3MHz | 1kW        |                                                                               | 2020年2月16日開局 |

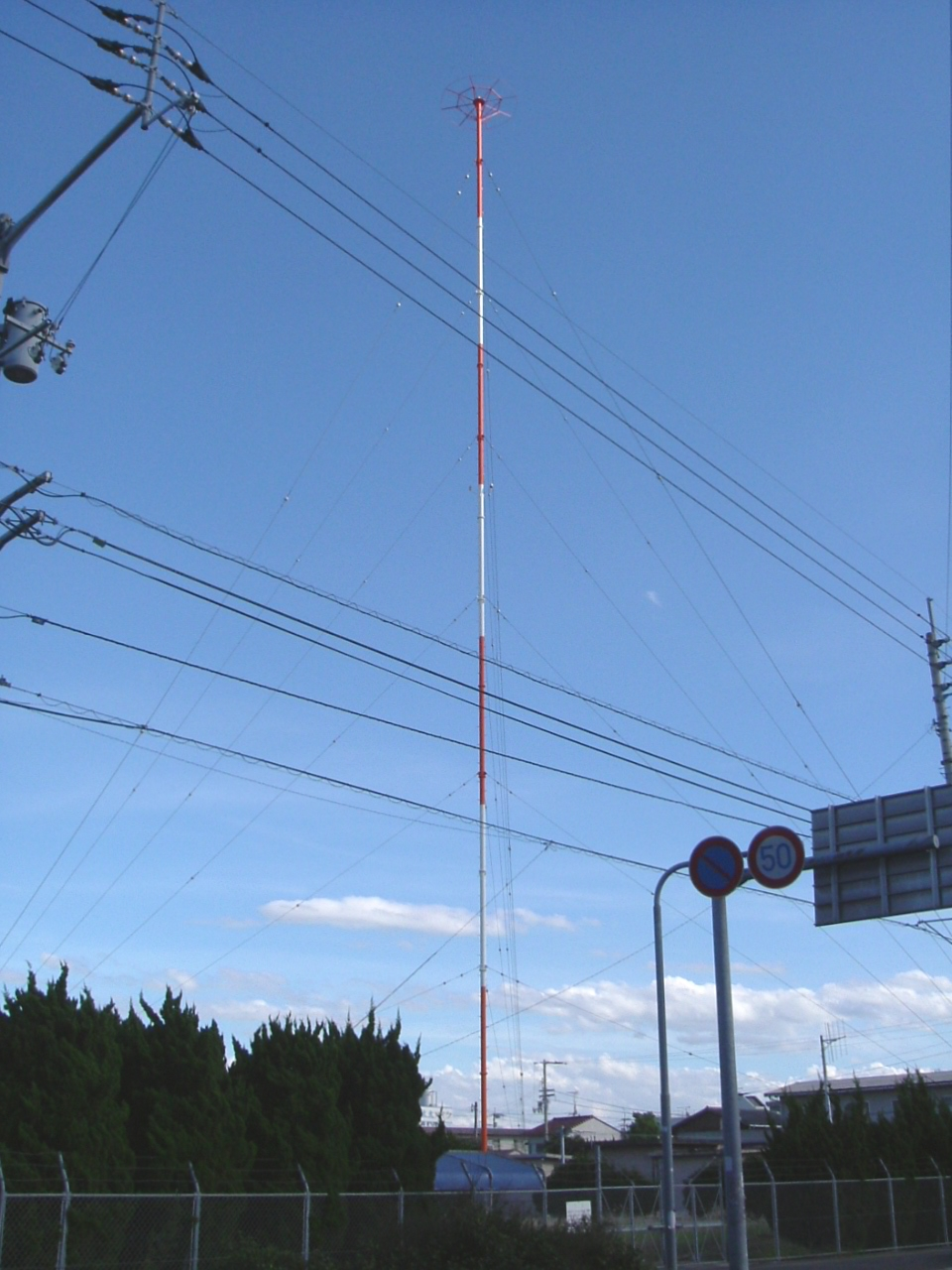
西日本放送高松ラジオ送信所
（1953年 - 1959年）。
本社・演奏所が置かれた。
2006年9月18日撮影

上記送信所の他に、1980年代の一時期、高松本社屋上からFM放送波（数百mW程度の微弱出力）を用いて実験的にラジオ再送信を行っていたが、エフエム香川開局と前後して廃止された。
なお、FM補完中継局（ワイドFM）用として90.3MHzが割り当てられている。2019年2月27日に総務省四国総合通信局から無線システム普及支援事業費等補助金の交付決定、同年6月26日には予備免許交付を受けて、2020年2月16日に開局した。

## 現在放送中の番組
放送時間は2025年4月時点のもの
自社制作番組は太字。

### 平日
| 時 | 分 | 月曜日 | 火曜日 | 水曜日 | 木曜日 | 金曜日 |
| -- | -- | --- | --- | --- | --- | --- |
| 5  | 00 | 5:00 RNCミュージックセレクション | 5:00 RNCミュージックセレクション | 5:00 RNCミュージックセレクション | 5:00 RNCミュージックセレクション | 5:00 RNCミュージックセレクション |
| 5  | 15 | 5:15 Buy Now | 5:15 旬!SHUN!ピックアップ | 5:15 まいどあり～。 | 5:15 わくわくお届け便 | 5:15 ふるさと文庫 菊池寛を読む（再放送） |
| 5  | 30 | 5:30 Brand-New Morning（TBSラジオ） | 5:30 Brand-New Morning（TBSラジオ） | 5:30 Brand-New Morning（TBSラジオ） | 5:30 Brand-New Morning（TBSラジオ） | 5:30 Brand-New Morning（TBSラジオ） |
| 6  | 00 | 5:30 Brand-New Morning（TBSラジオ） | 5:30 Brand-New Morning（TBSラジオ） | 5:30 Brand-New Morning（TBSラジオ） | 5:30 Brand-New Morning（TBSラジオ） | 5:30 Brand-New Morning（TBSラジオ） |
| 6  | 30 | 6:30 RNCミュージックセレクション | 6:30 RNCミュージックセレクション | 6:30 RNCミュージックセレクション | 6:30 RNCミュージックセレクション | 6:30 RNCミュージックセレクション |
| 6  | 45 | 6:45 おはようインフォメーション | 6:45 おはようインフォメーション | 6:45 解決!知っ得プレミアム | 6:45 おはようインフォメーション | 6:45 おはようインフォメーション |
| 7  | 00 | 7:00 さわやかラジオ ラ・フレッシュ ▽7:10 お早う!ニュースネットワーク（ニッポン放送） ▽7:30 武田鉄矢・今朝の三枚おろし（文化放送） ▽8:00 日本全国8時です（TBSラジオ） ▽10:10 荻原次晴のニッポン応援団 VIVA JAPON!（かしわプロダクション） ▽11:10 時東ぁみの危機耳ラジオ（かしわプロダクション） ▽12:01 ランチタイム ニュース（文化放送） | 7:00 さわやかラジオ ラ・フレッシュ ▽7:10 お早う!ニュースネットワーク（ニッポン放送） ▽7:30 武田鉄矢・今朝の三枚おろし（文化放送） ▽8:00 日本全国8時です（TBSラジオ） ▽10:10 荻原次晴のニッポン応援団 VIVA JAPON!（かしわプロダクション） ▽11:10 時東ぁみの危機耳ラジオ（かしわプロダクション） ▽12:01 ランチタイム ニュース（文化放送） | 7:00 さわやかラジオ ラ・フレッシュ ▽7:10 お早う!ニュースネットワーク（ニッポン放送） ▽7:30 武田鉄矢・今朝の三枚おろし（文化放送） ▽8:00 日本全国8時です（TBSラジオ） ▽10:10 荻原次晴のニッポン応援団 VIVA JAPON!（かしわプロダクション） ▽11:10 時東ぁみの危機耳ラジオ（かしわプロダクション） ▽12:01 ランチタイム ニュース（文化放送） | 7:00 さわやかラジオ ラ・フレッシュ ▽7:10 お早う!ニュースネットワーク（ニッポン放送） ▽7:30 武田鉄矢・今朝の三枚おろし（文化放送） ▽8:00 日本全国8時です（TBSラジオ） ▽10:10 荻原次晴のニッポン応援団 VIVA JAPON!（かしわプロダクション） ▽11:10 時東ぁみの危機耳ラジオ（かしわプロダクション） ▽12:01 ランチタイム ニュース（文化放送） | 7:00 さわやかラジオ ラ・フレッシュ ▽7:10 お早う!ニュースネットワーク（ニッポン放送） ▽7:30 武田鉄矢・今朝の三枚おろし（文化放送） ▽8:00 日本全国8時です（TBSラジオ） ▽10:10 荻原次晴のニッポン応援団 VIVA JAPON!（かしわプロダクション） ▽11:10 時東ぁみの危機耳ラジオ（かしわプロダクション） ▽12:01 ランチタイム ニュース（文化放送） |
| 8  | 00 | 7:00 さわやかラジオ ラ・フレッシュ ▽7:10 お早う!ニュースネットワーク（ニッポン放送） ▽7:30 武田鉄矢・今朝の三枚おろし（文化放送） ▽8:00 日本全国8時です（TBSラジオ） ▽10:10 荻原次晴のニッポン応援団 VIVA JAPON!（かしわプロダクション） ▽11:10 時東ぁみの危機耳ラジオ（かしわプロダクション） ▽12:01 ランチタイム ニュース（文化放送） | 7:00 さわやかラジオ ラ・フレッシュ ▽7:10 お早う!ニュースネットワーク（ニッポン放送） ▽7:30 武田鉄矢・今朝の三枚おろし（文化放送） ▽8:00 日本全国8時です（TBSラジオ） ▽10:10 荻原次晴のニッポン応援団 VIVA JAPON!（かしわプロダクション） ▽11:10 時東ぁみの危機耳ラジオ（かしわプロダクション） ▽12:01 ランチタイム ニュース（文化放送） | 7:00 さわやかラジオ ラ・フレッシュ ▽7:10 お早う!ニュースネットワーク（ニッポン放送） ▽7:30 武田鉄矢・今朝の三枚おろし（文化放送） ▽8:00 日本全国8時です（TBSラジオ） ▽10:10 荻原次晴のニッポン応援団 VIVA JAPON!（かしわプロダクション） ▽11:10 時東ぁみの危機耳ラジオ（かしわプロダクション） ▽12:01 ランチタイム ニュース（文化放送） | 7:00 さわやかラジオ ラ・フレッシュ ▽7:10 お早う!ニュースネットワーク（ニッポン放送） ▽7:30 武田鉄矢・今朝の三枚おろし（文化放送） ▽8:00 日本全国8時です（TBSラジオ） ▽10:10 荻原次晴のニッポン応援団 VIVA JAPON!（かしわプロダクション） ▽11:10 時東ぁみの危機耳ラジオ（かしわプロダクション） ▽12:01 ランチタイム ニュース（文化放送） | 7:00 さわやかラジオ ラ・フレッシュ ▽7:10 お早う!ニュースネットワーク（ニッポン放送） ▽7:30 武田鉄矢・今朝の三枚おろし（文化放送） ▽8:00 日本全国8時です（TBSラジオ） ▽10:10 荻原次晴のニッポン応援団 VIVA JAPON!（かしわプロダクション） ▽11:10 時東ぁみの危機耳ラジオ（かしわプロダクション） ▽12:01 ランチタイム ニュース（文化放送） |
| 9  | 00 | 7:00 さわやかラジオ ラ・フレッシュ ▽7:10 お早う!ニュースネットワーク（ニッポン放送） ▽7:30 武田鉄矢・今朝の三枚おろし（文化放送） ▽8:00 日本全国8時です（TBSラジオ） ▽10:10 荻原次晴のニッポン応援団 VIVA JAPON!（かしわプロダクション） ▽11:10 時東ぁみの危機耳ラジオ（かしわプロダクション） ▽12:01 ランチタイム ニュース（文化放送） | 7:00 さわやかラジオ ラ・フレッシュ ▽7:10 お早う!ニュースネットワーク（ニッポン放送） ▽7:30 武田鉄矢・今朝の三枚おろし（文化放送） ▽8:00 日本全国8時です（TBSラジオ） ▽10:10 荻原次晴のニッポン応援団 VIVA JAPON!（かしわプロダクション） ▽11:10 時東ぁみの危機耳ラジオ（かしわプロダクション） ▽12:01 ランチタイム ニュース（文化放送） | 7:00 さわやかラジオ ラ・フレッシュ ▽7:10 お早う!ニュースネットワーク（ニッポン放送） ▽7:30 武田鉄矢・今朝の三枚おろし（文化放送） ▽8:00 日本全国8時です（TBSラジオ） ▽10:10 荻原次晴のニッポン応援団 VIVA JAPON!（かしわプロダクション） ▽11:10 時東ぁみの危機耳ラジオ（かしわプロダクション） ▽12:01 ランチタイム ニュース（文化放送） | 7:00 さわやかラジオ ラ・フレッシュ ▽7:10 お早う!ニュースネットワーク（ニッポン放送） ▽7:30 武田鉄矢・今朝の三枚おろし（文化放送） ▽8:00 日本全国8時です（TBSラジオ） ▽10:10 荻原次晴のニッポン応援団 VIVA JAPON!（かしわプロダクション） ▽11:10 時東ぁみの危機耳ラジオ（かしわプロダクション） ▽12:01 ランチタイム ニュース（文化放送） | 7:00 さわやかラジオ ラ・フレッシュ ▽7:10 お早う!ニュースネットワーク（ニッポン放送） ▽7:30 武田鉄矢・今朝の三枚おろし（文化放送） ▽8:00 日本全国8時です（TBSラジオ） ▽10:10 荻原次晴のニッポン応援団 VIVA JAPON!（かしわプロダクション） ▽11:10 時東ぁみの危機耳ラジオ（かしわプロダクション） ▽12:01 ランチタイム ニュース（文化放送） |
| 10 | 00 | 7:00 さわやかラジオ ラ・フレッシュ ▽7:10 お早う!ニュースネットワーク（ニッポン放送） ▽7:30 武田鉄矢・今朝の三枚おろし（文化放送） ▽8:00 日本全国8時です（TBSラジオ） ▽10:10 荻原次晴のニッポン応援団 VIVA JAPON!（かしわプロダクション） ▽11:10 時東ぁみの危機耳ラジオ（かしわプロダクション） ▽12:01 ランチタイム ニュース（文化放送） | 7:00 さわやかラジオ ラ・フレッシュ ▽7:10 お早う!ニュースネットワーク（ニッポン放送） ▽7:30 武田鉄矢・今朝の三枚おろし（文化放送） ▽8:00 日本全国8時です（TBSラジオ） ▽10:10 荻原次晴のニッポン応援団 VIVA JAPON!（かしわプロダクション） ▽11:10 時東ぁみの危機耳ラジオ（かしわプロダクション） ▽12:01 ランチタイム ニュース（文化放送） | 7:00 さわやかラジオ ラ・フレッシュ ▽7:10 お早う!ニュースネットワーク（ニッポン放送） ▽7:30 武田鉄矢・今朝の三枚おろし（文化放送） ▽8:00 日本全国8時です（TBSラジオ） ▽10:10 荻原次晴のニッポン応援団 VIVA JAPON!（かしわプロダクション） ▽11:10 時東ぁみの危機耳ラジオ（かしわプロダクション） ▽12:01 ランチタイム ニュース（文化放送） | 7:00 さわやかラジオ ラ・フレッシュ ▽7:10 お早う!ニュースネットワーク（ニッポン放送） ▽7:30 武田鉄矢・今朝の三枚おろし（文化放送） ▽8:00 日本全国8時です（TBSラジオ） ▽10:10 荻原次晴のニッポン応援団 VIVA JAPON!（かしわプロダクション） ▽11:10 時東ぁみの危機耳ラジオ（かしわプロダクション） ▽12:01 ランチタイム ニュース（文化放送） | 7:00 さわやかラジオ ラ・フレッシュ ▽7:10 お早う!ニュースネットワーク（ニッポン放送） ▽7:30 武田鉄矢・今朝の三枚おろし（文化放送） ▽8:00 日本全国8時です（TBSラジオ） ▽10:10 荻原次晴のニッポン応援団 VIVA JAPON!（かしわプロダクション） ▽11:10 時東ぁみの危機耳ラジオ（かしわプロダクション） ▽12:01 ランチタイム ニュース（文化放送） |
| 11 | 00 | 7:00 さわやかラジオ ラ・フレッシュ ▽7:10 お早う!ニュースネットワーク（ニッポン放送） ▽7:30 武田鉄矢・今朝の三枚おろし（文化放送） ▽8:00 日本全国8時です（TBSラジオ） ▽10:10 荻原次晴のニッポン応援団 VIVA JAPON!（かしわプロダクション） ▽11:10 時東ぁみの危機耳ラジオ（かしわプロダクション） ▽12:01 ランチタイム ニュース（文化放送） | 7:00 さわやかラジオ ラ・フレッシュ ▽7:10 お早う!ニュースネットワーク（ニッポン放送） ▽7:30 武田鉄矢・今朝の三枚おろし（文化放送） ▽8:00 日本全国8時です（TBSラジオ） ▽10:10 荻原次晴のニッポン応援団 VIVA JAPON!（かしわプロダクション） ▽11:10 時東ぁみの危機耳ラジオ（かしわプロダクション） ▽12:01 ランチタイム ニュース（文化放送） | 7:00 さわやかラジオ ラ・フレッシュ ▽7:10 お早う!ニュースネットワーク（ニッポン放送） ▽7:30 武田鉄矢・今朝の三枚おろし（文化放送） ▽8:00 日本全国8時です（TBSラジオ） ▽10:10 荻原次晴のニッポン応援団 VIVA JAPON!（かしわプロダクション） ▽11:10 時東ぁみの危機耳ラジオ（かしわプロダクション） ▽12:01 ランチタイム ニュース（文化放送） | 7:00 さわやかラジオ ラ・フレッシュ ▽7:10 お早う!ニュースネットワーク（ニッポン放送） ▽7:30 武田鉄矢・今朝の三枚おろし（文化放送） ▽8:00 日本全国8時です（TBSラジオ） ▽10:10 荻原次晴のニッポン応援団 VIVA JAPON!（かしわプロダクション） ▽11:10 時東ぁみの危機耳ラジオ（かしわプロダクション） ▽12:01 ランチタイム ニュース（文化放送） | 7:00 さわやかラジオ ラ・フレッシュ ▽7:10 お早う!ニュースネットワーク（ニッポン放送） ▽7:30 武田鉄矢・今朝の三枚おろし（文化放送） ▽8:00 日本全国8時です（TBSラジオ） ▽10:10 荻原次晴のニッポン応援団 VIVA JAPON!（かしわプロダクション） ▽11:10 時東ぁみの危機耳ラジオ（かしわプロダクション） ▽12:01 ランチタイム ニュース（文化放送） |
| 12 | 00 | 7:00 さわやかラジオ ラ・フレッシュ ▽7:10 お早う!ニュースネットワーク（ニッポン放送） ▽7:30 武田鉄矢・今朝の三枚おろし（文化放送） ▽8:00 日本全国8時です（TBSラジオ） ▽10:10 荻原次晴のニッポン応援団 VIVA JAPON!（かしわプロダクション） ▽11:10 時東ぁみの危機耳ラジオ（かしわプロダクション） ▽12:01 ランチタイム ニュース（文化放送） | 7:00 さわやかラジオ ラ・フレッシュ ▽7:10 お早う!ニュースネットワーク（ニッポン放送） ▽7:30 武田鉄矢・今朝の三枚おろし（文化放送） ▽8:00 日本全国8時です（TBSラジオ） ▽10:10 荻原次晴のニッポン応援団 VIVA JAPON!（かしわプロダクション） ▽11:10 時東ぁみの危機耳ラジオ（かしわプロダクション） ▽12:01 ランチタイム ニュース（文化放送） | 7:00 さわやかラジオ ラ・フレッシュ ▽7:10 お早う!ニュースネットワーク（ニッポン放送） ▽7:30 武田鉄矢・今朝の三枚おろし（文化放送） ▽8:00 日本全国8時です（TBSラジオ） ▽10:10 荻原次晴のニッポン応援団 VIVA JAPON!（かしわプロダクション） ▽11:10 時東ぁみの危機耳ラジオ（かしわプロダクション） ▽12:01 ランチタイム ニュース（文化放送） | 7:00 さわやかラジオ ラ・フレッシュ ▽7:10 お早う!ニュースネットワーク（ニッポン放送） ▽7:30 武田鉄矢・今朝の三枚おろし（文化放送） ▽8:00 日本全国8時です（TBSラジオ） ▽10:10 荻原次晴のニッポン応援団 VIVA JAPON!（かしわプロダクション） ▽11:10 時東ぁみの危機耳ラジオ（かしわプロダクション） ▽12:01 ランチタイム ニュース（文化放送） | 7:00 さわやかラジオ ラ・フレッシュ ▽7:10 お早う!ニュースネットワーク（ニッポン放送） ▽7:30 武田鉄矢・今朝の三枚おろし（文化放送） ▽8:00 日本全国8時です（TBSラジオ） ▽10:10 荻原次晴のニッポン応援団 VIVA JAPON!（かしわプロダクション） ▽11:10 時東ぁみの危機耳ラジオ（かしわプロダクション） ▽12:01 ランチタイム ニュース（文化放送） |
| 12 | 15 | 12:15 テレフォン人生相談（ニッポン放送） | 12:15 テレフォン人生相談（ニッポン放送） | 12:15 テレフォン人生相談（ニッポン放送） | 12:15 テレフォン人生相談（ニッポン放送） | 12:15 テレフォン人生相談（ニッポン放送） |
| 12 | 35 | 12:35 今旬!いいもの百貨店 | 12:35 健康百年道場 | 12:35 健康とっておき | 12:35 納得健康15分 | 12:35 まいどあり～。 |
| 12 | 50 | 12:50 RNCミュージックセレクション | 12:50 RNCミュージックセレクション | 12:50 RNCミュージックセレクション | 12:50 RNCミュージックセレクション | 12:50 朗読のヒロバ（TBSラジオ） |
| 13 | 00 | 13:00 大竹まこと ゴールデンラジオ!（文化放送） ▽13:50、14:50 RNCニュース | 13:00 大竹まこと ゴールデンラジオ!（文化放送） ▽13:50、14:50 RNCニュース | 13:00 大竹まこと ゴールデンラジオ!（文化放送） ▽13:50、14:50 RNCニュース | 13:00 大竹まこと ゴールデンラジオ!（文化放送） ▽13:50、14:50 RNCニュース | 13:00 はなラジ ▽14:20 みゆきの、なんができよんな?（8月 - 2月の第2、第4週のみ） |
| 14 | 00 | 13:00 大竹まこと ゴールデンラジオ!（文化放送） ▽13:50、14:50 RNCニュース | 13:00 大竹まこと ゴールデンラジオ!（文化放送） ▽13:50、14:50 RNCニュース | 13:00 大竹まこと ゴールデンラジオ!（文化放送） ▽13:50、14:50 RNCニュース | 13:00 大竹まこと ゴールデンラジオ!（文化放送） ▽13:50、14:50 RNCニュース | 13:00 はなラジ ▽14:20 みゆきの、なんができよんな?（8月 - 2月の第2、第4週のみ） |
| 15 | 00 | 13:00 大竹まこと ゴールデンラジオ!（文化放送） ▽13:50、14:50 RNCニュース | 13:00 大竹まこと ゴールデンラジオ!（文化放送） ▽13:50、14:50 RNCニュース | 13:00 大竹まこと ゴールデンラジオ!（文化放送） ▽13:50、14:50 RNCニュース | 13:00 大竹まこと ゴールデンラジオ!（文化放送） ▽13:50、14:50 RNCニュース | 13:00 はなラジ ▽14:20 みゆきの、なんができよんな?（8月 - 2月の第2、第4週のみ） |
| 15 | 30 | 15:30 長野智子アップデート（文化放送） | 15:30 長野智子アップデート（文化放送） | 15:30 長野智子アップデート（文化放送） | 15:30 長野智子アップデート（文化放送） | 13:00 はなラジ ▽14:20 みゆきの、なんができよんな?（8月 - 2月の第2、第4週のみ） |
| 16 | 00 | 16:00 旬!SHUN!ピックアップ | 16:00 ピックアップラジオショッピング | 16:00 ようこそ知事室へ | 16:00 健康生活インフォメーション | 16:00 今旬!インフォメーション |
| 16 | 15 | 16:15 RNCイヴニング415 ▽月曜16:20 街に笑顔を!!たかしんリーダーズラジオ ▽16:50 あなたにハッピー・メロディ（ニッポン放送） ▽17:00 ニュース・パレード（文化放送） ▽17:30 ネットワークトゥデイ（TBSラジオ） | 16:15 RNCイヴニング415 ▽月曜16:20 街に笑顔を!!たかしんリーダーズラジオ ▽16:50 あなたにハッピー・メロディ（ニッポン放送） ▽17:00 ニュース・パレード（文化放送） ▽17:30 ネットワークトゥデイ（TBSラジオ） | 16:15 RNCイヴニング415 ▽月曜16:20 街に笑顔を!!たかしんリーダーズラジオ ▽16:50 あなたにハッピー・メロディ（ニッポン放送） ▽17:00 ニュース・パレード（文化放送） ▽17:30 ネットワークトゥデイ（TBSラジオ） | 16:15 RNCイヴニング415 ▽月曜16:20 街に笑顔を!!たかしんリーダーズラジオ ▽16:50 あなたにハッピー・メロディ（ニッポン放送） ▽17:00 ニュース・パレード（文化放送） ▽17:30 ネットワークトゥデイ（TBSラジオ） | 16:15 RNCイヴニング415 ▽月曜16:20 街に笑顔を!!たかしんリーダーズラジオ ▽16:50 あなたにハッピー・メロディ（ニッポン放送） ▽17:00 ニュース・パレード（文化放送） ▽17:30 ネットワークトゥデイ（TBSラジオ） |
| 17 | 00 | 16:15 RNCイヴニング415 ▽月曜16:20 街に笑顔を!!たかしんリーダーズラジオ ▽16:50 あなたにハッピー・メロディ（ニッポン放送） ▽17:00 ニュース・パレード（文化放送） ▽17:30 ネットワークトゥデイ（TBSラジオ） | 16:15 RNCイヴニング415 ▽月曜16:20 街に笑顔を!!たかしんリーダーズラジオ ▽16:50 あなたにハッピー・メロディ（ニッポン放送） ▽17:00 ニュース・パレード（文化放送） ▽17:30 ネットワークトゥデイ（TBSラジオ） | 16:15 RNCイヴニング415 ▽月曜16:20 街に笑顔を!!たかしんリーダーズラジオ ▽16:50 あなたにハッピー・メロディ（ニッポン放送） ▽17:00 ニュース・パレード（文化放送） ▽17:30 ネットワークトゥデイ（TBSラジオ） | 16:15 RNCイヴニング415 ▽月曜16:20 街に笑顔を!!たかしんリーダーズラジオ ▽16:50 あなたにハッピー・メロディ（ニッポン放送） ▽17:00 ニュース・パレード（文化放送） ▽17:30 ネットワークトゥデイ（TBSラジオ） | 16:15 RNCイヴニング415 ▽月曜16:20 街に笑顔を!!たかしんリーダーズラジオ ▽16:50 あなたにハッピー・メロディ（ニッポン放送） ▽17:00 ニュース・パレード（文化放送） ▽17:30 ネットワークトゥデイ（TBSラジオ） |
| 18 | 00 | 16:15 RNCイヴニング415 ▽月曜16:20 街に笑顔を!!たかしんリーダーズラジオ ▽16:50 あなたにハッピー・メロディ（ニッポン放送） ▽17:00 ニュース・パレード（文化放送） ▽17:30 ネットワークトゥデイ（TBSラジオ） | 16:15 RNCイヴニング415 ▽月曜16:20 街に笑顔を!!たかしんリーダーズラジオ ▽16:50 あなたにハッピー・メロディ（ニッポン放送） ▽17:00 ニュース・パレード（文化放送） ▽17:30 ネットワークトゥデイ（TBSラジオ） | 16:15 RNCイヴニング415 ▽月曜16:20 街に笑顔を!!たかしんリーダーズラジオ ▽16:50 あなたにハッピー・メロディ（ニッポン放送） ▽17:00 ニュース・パレード（文化放送） ▽17:30 ネットワークトゥデイ（TBSラジオ） | 16:15 RNCイヴニング415 ▽月曜16:20 街に笑顔を!!たかしんリーダーズラジオ ▽16:50 あなたにハッピー・メロディ（ニッポン放送） ▽17:00 ニュース・パレード（文化放送） ▽17:30 ネットワークトゥデイ（TBSラジオ） | 16:15 RNCイヴニング415 ▽月曜16:20 街に笑顔を!!たかしんリーダーズラジオ ▽16:50 あなたにハッピー・メロディ（ニッポン放送） ▽17:00 ニュース・パレード（文化放送） ▽17:30 ネットワークトゥデイ（TBSラジオ） |
| 18 | 15 | 18:15 南原清隆、いまナンしょん。 | 18:15 うみともらじお（高知放送） | 18:15 RNCビッグナイター | 18:15 RNCビッグナイター | 18:15 RNCビッグナイター |
| 18 | 35 | 18:35 純烈・スーパー銭湯!!（かしわプロダクション） | 18:35 ダーリンハニーの旅列車出発進行～（かしわプロダクション） | 18:15 RNCビッグナイター | 18:15 RNCビッグナイター | 18:15 RNCビッグナイター |
| 19 | 00 | 19:00 ダイアンのTOKYO STYLE（TBSラジオ） | 19:00 杉ノ内柚樹のミュージック・さえら（再放送） | | | |
| 19 | 30 | 19:30 問わず語りの神田伯山（TBSラジオ） | 19:00 杉ノ内柚樹のミュージック・さえら（再放送） | | | |
| 20 | 00 | 20:00 ワローのコレはどうかな?（高知放送） | 19:00 杉ノ内柚樹のミュージック・さえら（再放送） | | | |
| 21 | 00 | 21:00 バンリク（四国放送） | 21:00 バンリク（四国放送） | 21:00 バンリク（四国放送） | 21:00 バンリク（四国放送） | 21:00 バンリク（四国放送） |
| 22 | 00 | 21:00 バンリク（四国放送） | 21:00 バンリク（四国放送） | 21:00 バンリク（四国放送） | 21:00 バンリク（四国放送） | 21:00 バンリク（四国放送） |
| 23 | 00 | 23:00 銀シャリのおむすびラジオ | 23:00 乃木坂46の「の」（文化放送） | 23:00 白井みゆきの♪みゆうじっく♪ | 23:00 Jimmie Soul Radio | 23:00 STU48のちりめんパーティー（中国放送） |
| 23 | 30 | 23:30 キョートリアル!コンニチ的チュートリアル（KBS京都） | 23:30 アイドルしか勝たん! | 23:30 編集長 稲垣吾郎（文化放送） | 23:30 増田貴久・中丸雄一のますまるらじお（MBSラジオ） | 23:30 Snow Manの素のまんま（文化放送） |
| 0  | 00 | 0:00 レコメン!（文化放送） | 0:00 レコメン!（文化放送） | 0:00 レコメン!（文化放送） | 0:00 レコメン!（文化放送） | 0:00 嵐・相葉雅紀のレコメン! アラシリミックス（文化放送） |
| 1  | 00 | 00 山田裕貴の オールナイトニッポン （ニッポン放送）（ニッポン放送） | 00 星野源の オールナイトニッポン（ニッポン放送） | 00 乃木坂46の オールナイトニッポン（ニッポン放送） | 00 ナインティナインの オールナイトニッポン（ニッポン放送） | 00 霜降り明星の オールナイトニッポン（ニッポン放送） |
| 2  | 00 | 00 山田裕貴の オールナイトニッポン （ニッポン放送）（ニッポン放送） | 00 星野源の オールナイトニッポン（ニッポン放送） | 00 乃木坂46の オールナイトニッポン（ニッポン放送） | 00 ナインティナインの オールナイトニッポン（ニッポン放送） | 00 霜降り明星の オールナイトニッポン（ニッポン放送） |
| 3  | 00 | 3:00 キタニタツヤの オールナイトニッポン0(ZERO)（ニッポン放送） | 3:00 あのの オールナイトニッポン0(ZERO)（ニッポン放送） | 3:00 佐久間宣行の オールナイトニッポン0(ZERO)（ニッポン放送） | 3:00 マヂカルラブリーの オールナイトニッポン0(ZERO)（ニッポン放送） | 3:00 三四郎の オールナイトニッポン0(ZERO)（ニッポン放送） |
| 4  | 00 | 3:00 キタニタツヤの オールナイトニッポン0(ZERO)（ニッポン放送） | 3:00 あのの オールナイトニッポン0(ZERO)（ニッポン放送） | 3:00 佐久間宣行の オールナイトニッポン0(ZERO)（ニッポン放送） | 3:00 マヂカルラブリーの オールナイトニッポン0(ZERO)（ニッポン放送） | 3:00 三四郎の オールナイトニッポン0(ZERO)（ニッポン放送） |
| 4  | 30 | 4:30 上柳昌彦 あさぼらけ（ニッポン放送） | 4:30 上柳昌彦 あさぼらけ（ニッポン放送） | 4:30 上柳昌彦 あさぼらけ（ニッポン放送） | 4:30 上柳昌彦 あさぼらけ（ニッポン放送） | 3:00 三四郎の オールナイトニッポン0(ZERO)（ニッポン放送） |

### 週末
| 時 | 分 | 土曜日 | 日曜日 |
| -- | -- | --- | --- |
| 5  | 00 | 5:00 介護士・西田美歩のおちからぞえラジオ（かしわプロダクション）                                                  | 5:00 わたしの図書室（ラジオ日本） |
| 5  | 15 | 5:15 はやしべさとし〜叙情歌を道連れに〜                                                                            | 5:00 わたしの図書室（ラジオ日本） |
| 5  | 30 | 5:30 魅惑のイージーリスニング                                                                                      | 5:30 RNCミュージックセレクションマネーの泉（仮）（第2日曜のみ）                                                                                     |
| 5  | 45 | 5:30 魅惑のイージーリスニング                                                                                      | 5:45 解決!知っ得プレミアム |
| 6  | 00 | 6:00 土曜朝6時 木梨の会。（TBSラジオ）                                                                             | 6:00 バイブル・アンド・ユー |
| 6  | 15 | 6:00 土曜朝6時 木梨の会。（TBSラジオ）                                                                             | 6:15 1万年堂出版の時間 |
| 6  | 30 | 6:00 土曜朝6時 木梨の会。（TBSラジオ）                                                                             | 6:30 健康イキイキ! |
| 6  | 45 | 6:00 土曜朝6時 木梨の会。（TBSラジオ）                                                                             | 6:45 二ホンのナカミ |
| 7  | 00 | 7:00 週刊 なるほど!ニッポン（ニッポン放送）                                                                        | 7:00 録音風物誌（火曜会） |
| 7  | 10 | 7:10 水森かおりの歌謡紀行（ラジオ大阪）                                                                            | 7:10 フィロソフィーのダンス・奥津マリリのこっそりやってまラジオ                                                                                     |
| 7  | 25 | 7:25 いいものテンミニッツ                                                                                          | 7:25 ラジオ遍路・88の音巡り（四国AM4局週替わり制作）                                                                                                |
| 7  | 35 | 7:35 おはよう!ニッポン全国消防団（ニッポン放送）                                                                   | 7:35 ふるさと文庫 菊池寛を読む |
| 7  | 45 | 7:45 ヒヨコで踊るラジオ                                                                                            | 7:35 ふるさと文庫 菊池寛を読む |
| 7  | 50 | 7:45 ヒヨコで踊るラジオ                                                                                            | 7:50 ぶっ飛び!ゴルフ塾 |
| 8  | 00 | 8:00 日本全国8時です（TBSラジオ）                                                                                  | 8:00 ONE-J（TBSラジオ） |
| 8  | 15 | 8:15 小倉・IMALUの○○玉手箱                                                                                         | 8:00 ONE-J（TBSラジオ） |
| 8  | 30 | 8:30 波のりラジオWeek End Fever パリパリタイプ                                                                     | 8:00 ONE-J（TBSラジオ） |
| 9  | 00 | 8:30 波のりラジオWeek End Fever パリパリタイプ                                                                     | 8:00 ONE-J（TBSラジオ） |
| 10 | 00 | 8:30 波のりラジオWeek End Fever パリパリタイプ                                                                     | 10:00 Buy Now |
| 10 | 15 | 8:30 波のりラジオWeek End Fever パリパリタイプ                                                                     | 10:15 知ってる!?瀬戸内海のチカラ |
| 10 | 30 | 8:30 波のりラジオWeek End Fever パリパリタイプ                                                                     | 10:30 松村邦洋のOH-!邦自慢（山口放送） |
| 11 | 00 | 11:00 RNCミュージックセレクション                                                                                  | 11:00 おやじの青春（四国放送） |
| 11 | 10 | 11:10 島島ラジオ                                                                                                   | 11:00 おやじの青春（四国放送） |
| 11 | 30 | 11:30 AMEMIYAのとにかく歌います♪                                                                                   | 11:00 おやじの青春（四国放送） |
| 11 | 45 | 11:45 健やかインフォメーション                                                                                     | 11:00 おやじの青春（四国放送） |
| 12 | 00 | 12:00 波のりラジオWeek End Fever まんぷくタイプ                                                                    | 12:00 MUSIC GARDEN |
| 12 | 30 | 12:00 波のりラジオWeek End Fever まんぷくタイプ                                                                    | 12:30 加藤さんと山口くん（STVラジオ） |
| 13 | 00 | 12:00 波のりラジオWeek End Fever まんぷくタイプ                                                                    | 13:00 かつお&さおりの‼B級ラジオ図鑑（高知放送） |
| 14 | 00 | 12:00 波のりラジオWeek End Fever まんぷくタイプ                                                                    | 14:00 亀渕昭信のお宝POPS（火曜会） |
| 14 | 30 | 12:00 波のりラジオWeek End Fever まんぷくタイプ                                                                    | 14:30 RNCミュージックセレクション |
| 14 | 40 | 12:00 波のりラジオWeek End Fever まんぷくタイプ                                                                    | 14:40 イトーとスドーのモノ申し隊! |
| 14 | 55 | 12:00 波のりラジオWeek End Fever まんぷくタイプ                                                                    | 14:55 RNCニュース |
| 15 | 00 | 12:00 波のりラジオWeek End Fever まんぷくタイプ                                                                    | 15:00 GOGO競馬サンデー!（MBSラジオ） |
| 15 | 30 | 15:30 Nisshoプレゼンツ 渡部絵美の住まいるハウス（TBSラジオ）                                                       | 15:00 GOGO競馬サンデー!（MBSラジオ） |
| 16 | 00 | 16:00 伊東四朗 吉田照美 親父・熱愛（文化放送）                                                                     | 16:00 三山ひろし 演歌の夜明け（スバルプランニング） みよっさんの終わりの見えない世間話～今何時?～（第3週） WITH～手をつなごう 支えあおう～（第4週） |
| 16 | 30 | 16:00 伊東四朗 吉田照美 親父・熱愛（文化放送）                                                                     | 16:30 藤田恵美のかみつれ雑貨店（マール） |
| 17 | 00 | 17:00 ピックアップラジオショッピング                                                                               | 17:00 あまのじゃくのラジオ19ボックス |
| 17 | 15 | 17:15 ラジオ遍路・88の音巡り（四国AM4局週替わり制作、再放送）                                                      | 17:00 あまのじゃくのラジオ19ボックス |
| 17 | 25 | 17:25 RNC季節のハーモニー                                                                                          | 17:00 あまのじゃくのラジオ19ボックス |
| 17 | 30 | 17:30 今旬!インフォメーション                                                                                      | 17:30 南原清隆、いまナンしょん。（再放送） |
| 17 | 45 | 17:45 ウィークエンドネットワーク（TBSラジオ）                                                                      | 17:30 南原清隆、いまナンしょん。（再放送） |
| 17 | 50 | 17:50 RNCニュース                                                                                                  | 17:50 RNCニュース |
| 18 | 00 | 18:00 メンバーのゆるリズム（中国放送）                                                                             | 18:00 中四国ライブネット（中四国AM8局週替わり制作）                                                                                                 |
| 19 | 00 | 19:00 Jimmie Soul Radio（再放送）                                                                                  | 18:00 中四国ライブネット（中四国AM8局週替わり制作）                                                                                                 |
| 19 | 30 | 19:30 福山雅治と荘口彰久の「地底人ラジオ」（渋谷のラジオ）                                                         | 18:00 中四国ライブネット（中四国AM8局週替わり制作）                                                                                                 |
| 20 | 00 | 19:30 福山雅治と荘口彰久の「地底人ラジオ」（渋谷のラジオ）                                                         | 20:00 杉ノ内柚樹のミュージック・さえら |
| 21 | 00 | 21:00 グレープのもう魔酔わない!（東海ラジオ放送）                                                                  | 20:00 杉ノ内柚樹のミュージック・さえら |
| 22 | 00 | 22:00 松山千春のON THE RADIO（NACK5）                                                                              | 22:00 白井みゆきの♪みゆうじっく♪（再放送） |
| 22 | 30 | 22:00 松山千春のON THE RADIO（NACK5）                                                                              | 22:30 音楽☆とらのアナ（火曜会） |
| 23 | 00 | 23:00 ももいろクローバーZ ももクロくらぶxoxo（ニッポン放送）                                                       | 23:00 メンズヘルスラジオ〜ラジオで男性の健康を考える〜                                                                                              |
| 23 | 15 | 23:00 ももいろクローバーZ ももクロくらぶxoxo（ニッポン放送）                                                       | 23:15 アイドルしか勝たん!（再放送） |
| 23 | 30 | 23:30 SixTONESのオールナイトニッポンサタデースペシャル（ニッポン放送）                                             | 23:15 アイドルしか勝たん!（再放送） |
| 23 | 45 | 23:30 SixTONESのオールナイトニッポンサタデースペシャル（ニッポン放送）                                             | 23:45 GOOD NIGHT RNC |
| 0  | 00 | 23:30 SixTONESのオールナイトニッポンサタデースペシャル（ニッポン放送）                                             | 23:45 GOOD NIGHT RNC |
| 0  | 15 | 23:30 SixTONESのオールナイトニッポンサタデースペシャル（ニッポン放送）                                             | （0:15 - 5:00 放送休止） |
| 1  | 00 | 1:00 オードリーのオールナイトニッポン（ニッポン放送）                                                              | （0:15 - 5:00 放送休止） |
| 2  | 00 | 1:00 オードリーのオールナイトニッポン（ニッポン放送）                                                              | （0:15 - 5:00 放送休止） |
| 3  | 00 | 3:00 オールナイトニッポン0(ZERO)（ニッポン放送） ヤーレンズのオールナイトニッポン0(ZERO)（最終週）（ニッポン放送） | （0:15 - 5:00 放送休止） |
| 4  | 00 | 3:00 オールナイトニッポン0(ZERO)（ニッポン放送） ヤーレンズのオールナイトニッポン0(ZERO)（最終週）（ニッポン放送） | （0:15 - 5:00 放送休止） |

### 随時放送
| 番組名      | 放送曜日・時間 |
| ----------- | -------------- |
| RNCニュース | 随時           |
| 交通情報    | 随時           |

### スポーツ中継など
| 番組名                         | 放送曜日・時間                                                |
| ------------------------------ | ------------------------------------------------------------- |
| RNCビッグナイター              | プロ野球シーズン中の水曜 - 金曜 18:15 - 21:00（延長あり）。   |
| 全国高等学校野球選手権香川大会 | 準決勝･決勝のみ放送                                           |
| 甲子園めざして                 | 5月 - 6月の平日 16:30 - 16:40、再放送は年度により時間が異なる |
| ロマンシングリクエスト         | 毎年12月第1週日曜 13:00 - 15:00                               |

### 特別番組
| 番組名                      | 放送曜日・時間                                                             |
| --------------------------- | -------------------------------------------------------------------------- |
| ニューイヤー駅伝            | TBSラジオ制作 毎年1月1日 9:00 - 14:30                                      |
| 箱根駅伝実況中継            | 文化放送より毎年1月2日・3日にネット                                        |
| 天皇盃 全国男子駅伝実況中継 | 中国放送より毎年1月第3日曜 12:15にネット                                   |
| 山野秀子のちいさなパティオ  | 中国放送制作 毎年正月、新春スペシャルとしてRSKラジオも含め全国ネットで放送 |

## 過去に放送された番組

### 自社制作番組
平日朝
- RNCワイドスペシャル（1970年4月 - 1975年4月5日、9:00 - 11:45）
- さわやかラジオ（1975年4月7日 - 1985年3月29日、7:30 - 10:30）
- さわやかラジオ おはよううねやん!!です（1985年4月1日 - 1994年9月30日、7:00 - 10:00→6:50 - 11:00→6:30 - 11:00→7:00 - 11:00）
- さわやかラジオ かめばかむほど（1994年10月3日 - 2002年3月29日、7:00 - 11:00）
- さわやかラジオ きょうも一日きし、快晴!（2002年4月1日 - 2011年4月1日、7:00 - 11:00）
- さわやかラジオ 気分上々（2011年4月4日 - 2017年3月31日、7:00 - 11:00）
- さわやかラジオ おはようハイタッチ!（2017年4月3日 - 2024年3月29日）

平日昼前
- マルヨシ愛のショッピング
- 希望メロディー
- DoCoMo i Land メロディー
- ミュージック イン ランチボックス（2001年4月2日 - 2024年3月29日）

平日昼過ぎ
- マルナカオリーブ温泉 カラオケステージ（ - 2010年9月30日）
- 心に花一倫
- 昼のラジオ小説
- いきいきワイド 晴れの日雨の日曇りの日（1977年 - 1983年3月、13:00 - 15:00）
- やっぱり歌謡曲
- ふれあいスタジオ The Mandegun（1983年4月 - 1985年3月、13:00 - 15:50）
- ふれあいスタジオ ひるは夢色 ラジオ色（1985年4月1日 - 1988年3月、13:00 - 15:00）
- ふれあいマップ わいわいStation（1988年4月 - 1990年4月6日、13:00 - 17:00）
- 勇気が出るラジオ ワイド!まっぴるマン（1990年4月9日 - 1993年3月2日）
- 情報てんこもりラジオでDON（1993年4月5日 - 2009年4月3日、13:00 - 16:20）
- 気ままにラジオ 雨の日晴れの日曇りの日（2009年4月6日 - 2020年3月27日、13:00 - 16:20）
- 日産バージョン・アップサウンド（1985年4月1日 - 1987年3月、15:00 - 15:45）
- CHIT CHAT RADIO（2020年3月30日 - 2024年3月28日）
- 金曜ワイド 笑いよん 泣っきょん 聞っきょんな〜（2020年4月3日 - 2024年3月29日）

平日夕方
- RNC Radio 夕刊（ - 1990年4月6日）
- RNC TODAY（1990年4月9日 - 2024年3月29日）

平日夜
- 今晩は!RNCラジオでどうぞ（1963年10月 - ）
- RNC本舗 ただいま開店!（1994年 - 2002年3月）
- えのくず☆ブギウギ（2006年10月2日 - 2007年3月29日、20:55 - 21:00）

平日深夜
- タマルミッドナイトジョッキー（0:00 - 0:30）

金曜日
- sizebook presents 原奈津子とakiのsay you tonight（2018年1月5日 - 2019年3月29日、23:00 - 23:15）
- ココ☆ロコ クロコダイル（2019年10月4日 - 2020年3月27日、23:00 - 23:15）
- 犬童美乃梨・原奈津子の美YOU・TEAラジオ（2020年4月3日 - 2021年3月26日、23:00 - 23:15）

土曜日午前
- 創価学会ワールドネットワーク
- 樫山文枝の百十四ラジオ文芸（1992年1月 - 2012年3月31日、8:20 - 8:30）
- モーニングサタデー（ - 1985年3月30日、7:30 - 10:30）
- 土曜モーニングダイヤル（1985年4月6日 - 2001年3月31日、7:30 - 10:30→6:50 - 11:00）
- 土曜 Wa ラジカル（2001年4月7日 - 2004年3月27日、6:50 - 11:00→8:00 - 11:00）
- 島島ラジオ（2011年9月17日 - 2013年11月2日、11:30 - 12:00）
- Wave（2013年11月9日 - 2015年3月28日、11:30 - 12:00）
- さいむす2☆ぽっ（2015年4月4日 - 2016年3月26日、11:30 - 12:00）

土曜日午後
- NOW NOW サタデー→なうなうさたでえ ワイドだよ（1972年 - 1985年3月30日、12:00 - 17:00）
- 土曜わくわくBOX（1985年4月6日 - 1990年、12:00 - 16:40）
- You遊ステーション（1990年4月7日 - 、12:00 - 16:00）
- 勇気を出すラジオ ワイド!よ〜そろ
- どよーしょっと（ - 2004年3月26日、12:00 - 16:00）
- 3時です電話リクエスト
- ランプリング・タイム・イン・ステップ
- 週末マガジン
- ウィークエンドマガジン
- 土曜の知的サロン トワイライトタイムス
- ふるさとでよかったね
- 電話リクエスト テルテルしてる?
- 副大臣の“平たく～国会報告”
- ギリっとイコー!!
- DOKKIN!生生これでいこいこ（1988年10月1日 - 1990年、22:30 - 23:30）
- STUDIO C2 SQUARE（1991年4月 - 、22:00 - 22:30）
- そんなわけ・ね〜だろ!（1985年4月20日 - 1991年3月、23:30 - 24:00）
- HONDA SOUND BOX
- SANUKIヤング・パワー（23:30 - 24:00）
- とび出せ!!デンスケ（1975年 - ）
- はばたけ!ヤング

日曜日午前
- 三好隆の熱血ゴルフアカデミー（ - 2018年3月25日）
- 石川ひさおの笑顔でテニス（11:00 - 11:15）
- ようこそ知事室へ

日曜日午後
- サンデーアタック7200秒(14:00 - 16:00)
- ALL HITS SUNDAY
- だからAM!インスピRADIO（14:00 - 16:00）
- 平成DODONPAラジオ（1990年4月8日 - 1991年9月29日、14:00 - 15:55）
- ピッポッパでリクエスト!（1991年10月 - 1993年3月、14:00 - 15:55）
- with Friends 気分は･･･（1993年4月 - 1994年9月、14:00 - 15:55）
- 日曜昼市!気ままにサンデー（1994年10月 - 1995年9月）
- こんち・かみいち・まっぴる漫歩!（1995年10月 - 1997年10月5日）
- サンデーMUSICマーケット（1997年10月12日 - 2001年9月30日、12:00 - 15:00）
- 音楽今昔物語 日曜らじOn（2009年4月12日 - 2013年3月24日、13:00 - 15:00）
- 梶つよしのカジラジ（2013年11月3日 - 2014年3月23日、13:00 - 15:00）
- ここかがわ〜好きなこと言うてますけど〜（2019年1月6日 - 6月30日、14:00 - 15:00）
- 岡田寛の日曜音楽情報
- 君の出番だ!（1971年1月 - 2002年3月31日、23:00 - 23:45）
- ワルツリクエストタイム（1969年11月 - 、23:45 - 0:15）
- ハラハラ原奈津子のラジめし!（2016年2月7日 - 7月24日、0:00 - 0:10）

その他
- 琴電アワー
- さぬき文学のしおり
- 讃岐今昔物語（1953年 - ）
- ティータイム電話リクエスト（1953年 - ）
- 高松専門店会だより
- 想い出の歌謡アルバム（1953年 - ）
- 四国邦楽選
- 香川文芸
- おしゃれジョッキー
- 西日本ダイヤル（1958年 - ）
- ヤングシャナナ高松
- はつらつヤング はばたく仲間たち
- 010!言いたいことイッチャオー（1971年4月5日 - 1991年3月30日）
- 朝太郎のジョイジョイ50分（1974年 - ）
- RADIO・P-MAN・SHOW
- マドンナ・くらぶ
- アップル倶楽部
- TOSHIBA サウンドパーティー
- どきどきドキュメント 瀬戸内新時代
- NICE TOWN CLUB
- 今の子供たちは
- プレゼントジョッキー
- RNCベスト20
- キリンクラシックラガー 田尾和俊のねーだろラジオ復刻版（2002年4月2日 - 2003年6月26日）
- 映画を聴きましょう
- 歌謡バラエティー
- カガワトーク・オン
- ハビング・イット・オール
- 想い出ホットライン
- 植松おさみのラジオ・カラオケ最前線
- 村上良一の「親への提言」
- メガネの三城Presents メガネのラジオ+i（2009年1月1日 -2017年6月29日）
- タンゴアルバム（1953年11月17日 - 2017年10月29日）
- こんにちは香川県です
- 自分空間
- Let it Beatles
- ラジオスローリー（2018年4月3日 - 2021年3月29日）
- なつな、もうすぐ月あかり（2021年4月6日 - 12月28日）

など